# Harveyus reddelli
Espèce
Synonymes
- Schizomus reddelli Rowland, 1971
- Stenochrus reddelli (Rowland, 1971)

Harveyus reddelli est une espèce de schizomides de la famille des Hubbardiidae.

## Distribution
Cette espèce est endémique du Tamaulipas au Mexique,. Elle se rencontre dans des grottes de la Sierra de Guatemala.

## Description
Le mâle holotype mesure 4,43 mm.

## Étymologie
Cette espèce est nommée en l'honneur de James R. Reddell.

## Publication originale
- Rowland, 1971 : New species of schizomids (Arachnida, Schizomida) from Mexican caves. Association For Mexican Cave Studies Bulletin, no 4, p. 117-126.